# Odontodynerus defectus
Odontodynerus defectus är en stekelart som beskrevs av Giordani Soika. Odontodynerus defectus ingår i släktet Odontodynerus och familjen Eumenidae. Inga underarter finns listade i Catalogue of Life.